# Codex Seidelianus I
Il Codex Seidelianus I (Gregory-Aland no. Ge o 011) è un manoscritto in greco onciale (maiuscolo) datato al IX secolo, comprendente i quattro vangeli canonici.
Si conservano solo frammenti per un totale di 252 fogli di pergamena. 
Le pagine misurano 25.7 x 21.5 cm.
La provenienza del manoscritto è ignota. Nel XVII secolo il manoscritto è stato in possesso di J.C. Wolff. 
Attualmente è conservato presso la British Library (Harley 5684).

## Critica testuale
Il manoscritto contiene il testo della Pericope dell'adultera (Vangelo secondo Giovanni 8,1-11).